# Linia kolejowa Drohobycz – Truskawiec
Linia kolejowa Drohobycz – Truskawiec – linia kolejowa na Ukrainie łącząca stację Drohobycz ze stacją Truskawiec. Znajduje się w obwodzie lwowskim. Zarządzana jest przez Kolej Lwowską (oddział ukraińskich kolei państwowych).
Linia na całej długości jest jednotorowa i zelektryfikowana.

## Historia
Linię otwarto 1 czerwca 1912. Stanowiła ona odgałęzienie Galicyjskiej Kolei Transwersalnej. Początkowo leżała w Austro-Węgrzech, w latach 1918 - 1945 w Polsce, następnie w Związku Sowieckim (1945 - 1991) i od 1991 na Ukrainie.